# Mordellistena argenteola
Mordellistena argenteola är en skalbaggsart som beskrevs av Liljeblad 1945. Mordellistena argenteola ingår i släktet Mordellistena och familjen tornbaggar. Inga underarter finns listade i Catalogue of Life.